# Электрозащёлка

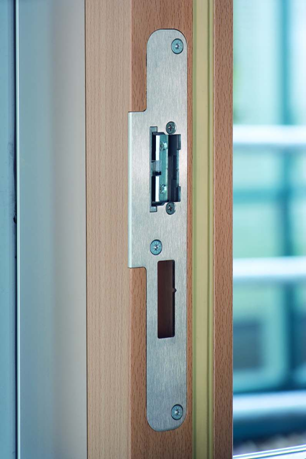
Электрозащёлка в дверной коробке

Электрозащёлка или электромеханическая защёлка (англ. electric strike) — ответная часть замка, которая при поступлении команды освобождает косой ригель замка (защёлку), позволяя открыть дверь без поворота ключа. При этом дверная ручка должна быть стационарной, то есть не должна управлять косым ригелем. Когда дверь возвращается в прежнее положение, косой ригель защёлкивается, и замок в дальнейшем удерживается в запертом состоянии.
Электрозащёлка широко используется в системах контроля и управления доступом, так как в отличие от врезного электромеханического замка, не требует прокладки кабеля в двери. Электрозащёлка обычно легко крепится двумя винтами к запорной планке дверной коробки, обеспечивая простой монтаж и обслуживание.

## Питание
По типу управляющего электрического сигнала электрозащелки бывают:
- Постоянного тока (DC)
- Переменного тока (AC)
- Универсальные (AC/DC)

Электрическое напряжение питания может различаться и обычно лежит в диапазоне от 6 до 48 В.

## Отказобезопасность
По отказобезопасности электрозащёлки подразделяются на нормально-закрытые (fail-secure) и нормально-открытые (fail-safe). Отказобезопасными являются нормально-открытые электрозащёлки.

### Нормально-закрытые
Разблокировка нормально-закрытого механизма электрозащёлки происходит при подаче электрического сигнала. Такие электрозащёлки запрещено использовать на путях эвакуации, так как они не являются отказобезопасными.
По типу управляющего электрического сигнала электрозащелки подразделяются на потенциальные и импульсные:
- потенциальный механизм переходит в открытое состояние и остается в нём при наличии управляющего напряжения и автоматически блокируется сразу после снятия напряжения.

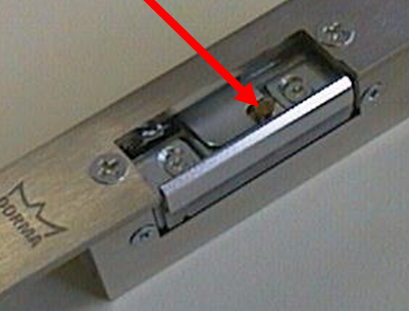
Электрозащёлка с функцией арретирования

- механизм удержания (арретирования, импульсный) разблокируется и переходит в открытое состояние при кратковременной подаче управляющего сигнала, оставаясь в открытом состоянии даже после его снятия. Реализуется с помощью штифта арретирования, который после снятия напряжения нажимается и удерживается косым ригелем, оставляя электрозащёлку в разблокированном состоянии. Для приведения механизма в нормальное закрытое состояние необходимо открыть и вновь закрыть дверь, и только после этого механизм будет заблокирован. Такой небезопасный алгоритм функционирования электрозащелки может быть необходим в импульсных системах управления дверьми.

В ряде нормально-закрытых моделей предусмотрен режим «постоянно открытой двери», то есть реализована функция «hold open», которая позволяет осуществить фиксированную механическую разблокировку защелки. Представляет из себя небольшой двухпозиционный рычажок для переключения режимов.

### Нормально-открытые
Нормально-открытый механизм используется для построения аварийных выходов, тамбур-шлюзов и других отказобезопасных проходов, где необходима разблокировка при отключении питания. При наличии электрического сигнала происходит блокировка механизма защёлки и, соответственно, двери. При отсутствии сигнала управления дверь остаётся в открытом состоянии. Таким образом алгоритм работы нормально-открытой защёлки аналогичен электромагнитному замку. Дополнительную безопасность может обеспечивать функция контроля состояния двери.

## Дополнительные функции
- Функция отпирания или "Ручная разблокировка" (англ. Hold Оpen). Удобна при периодической необходимости держать дверь разблокированной, например, при высоком трафике. Нельзя использовать на противопожарных дверях, предотвращающих распространение огня.

- Функция удержания или "Арретирование". Если нормально закрытая электрозащёлка разблокируется кратковременным импульсом, то этот механизм удерживает её в открытом состоянии до момента открывания двери.

- Мониторинг состояния или функция обратной связи с косым ригелем замка. Обычно обозначается аббревиатурой RR от нем. Riegel Rückmeldung. При закрытой двери ригель замка нажимает на специальную площадку, которая сигнализирует о состоянии "дверь закрыта". Элетрозащёлка с этой функцией обычно имеет немного увеличенную длину из-за дополнительной колодки с выходными контактами C,NO,NC.

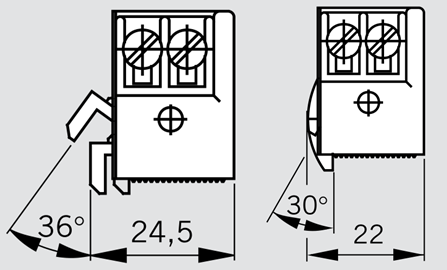
Сравнение электрозащёлок (обычная и радиусная)

- Радиальная (скруглённая, радиусная, англ. Radius). Поворотная площадка имеет скруглённый профиль и поворачивается на меньший угол, благодаря чему она утапливается внутрь, габариты электрозащёлки при открывании двери не увеличиваются, а значит требуется меньший вырез в профиле дверной коробки.

- Функция адаптации (англ. Easy Adapt) избавляет от необходимости делать вырез в дверной коробке под выход косого ригеля, что даёт защиту от взлома двери и существенно улучшает внешний вид. Представляет из себя скошенную стационарную площадку, по которой ригель скользит при открывании двери, поднимаясь над профилем дверной коробки.

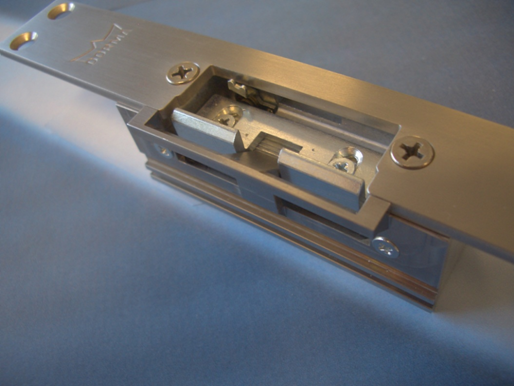
Электрозащёлка с Easy Adapt